# 普拉斯特區

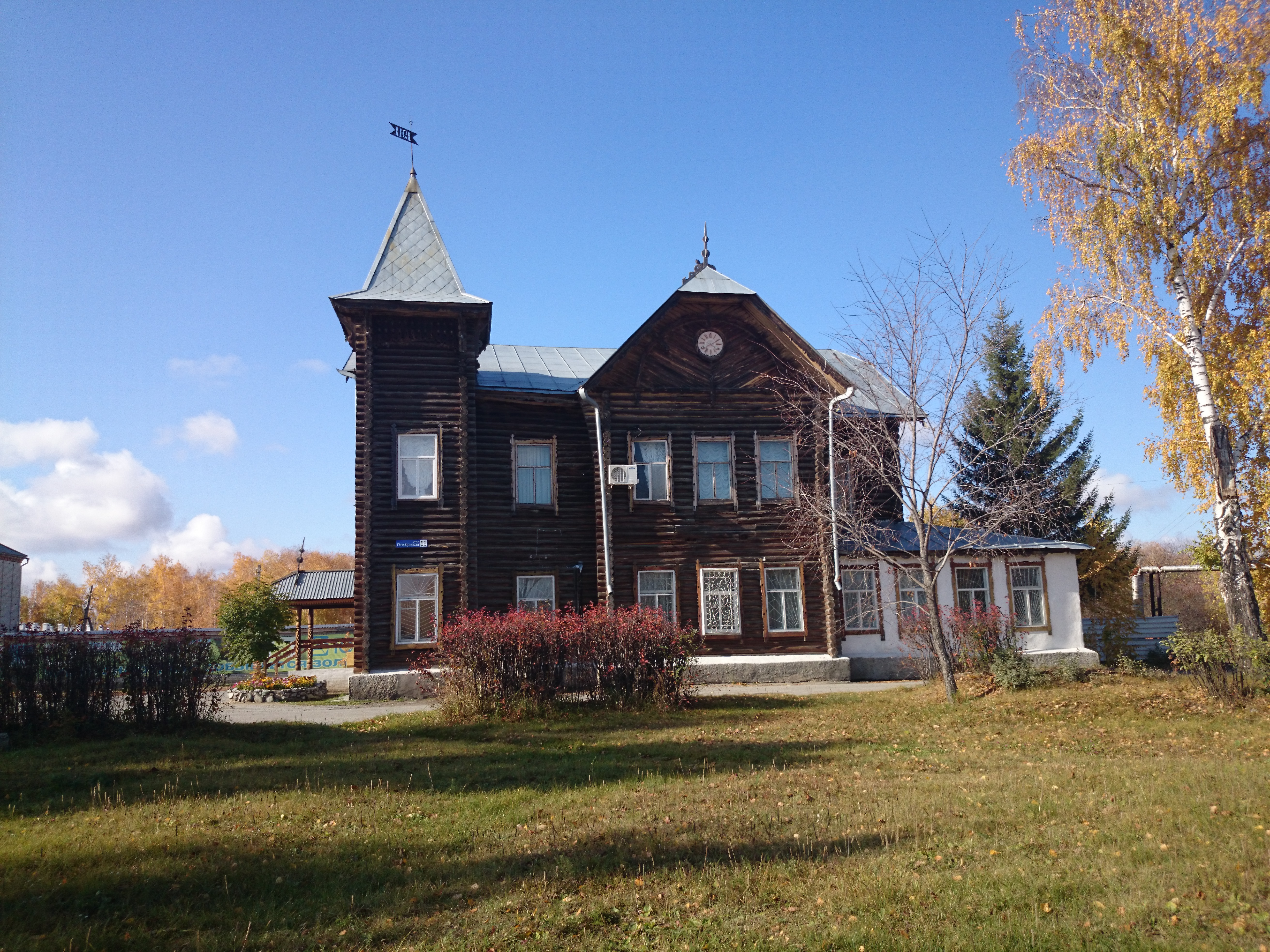

54°22′N 60°49′E / 54.367°N 60.817°E
普拉斯特區（俄语：Пластовский район），是俄羅斯的一個區，位於該國西南部，由車里雅賓斯克州負責管轄，面積1,752平方公里，2010年人口8,624，人口密度每平方公里4.92人。